# Anselm Haverkamp
Anselm Haverkamp (* 18. Juli 1943 in Bonn) ist ein deutsch-amerikanischer Literaturtheoretiker und Philosoph aus der Konstanzer Schule.

## Ausbildung
Geboren in Bonn, aufgewachsen in Bonn, Aachen und Düsseldorf, legte Haverkamp ein altsprachliches Abitur am Görres-Gymnasium (Düsseldorf) ab. Es folgte das Studium von Philosophie, Geschichte und Literaturwissenschaften an den Universitäten Freiburg im Breisgau, Tours/Poitiers, Zürich, Bonn und Konstanz, das 1968 mit dem Staats- und Magisterexamen abgeschlossen wurde, ergänzt 1968–70 durch ein Aufbaustudium der Literaturwissenschaft in Konstanz.
Haverkamp war 1970–72 DAAD-Lektor (Junior Lecturer) an den University Colleges Dublin und Cork, National University of Ireland, und seit 1972 Wissenschaftlicher Assistent und Hochschulassistent an den Universitäten Heidelberg und Konstanz. 1974 erfolgte die Promotion in mittelalterlicher und allgemeiner Literaturwissenschaft in Heidelberg bei Eberhard Lämmert und Gert Kaiser, 1982 die Habilitation in Konstanz bei Wolfgang Preisendanz, Wolfgang Iser und Hans Robert Jauß.

## Lehre und Forschung
Nach der Habilitation ging Haverkamp 1984 von Konstanz nach Yale und von dort 1989 (nach einer Zwischenstation in Freiburg) an die New York University, wo er den Lehrstuhl für Literaturtheorie am Department of English mit dem Poetics Institute übernahm, an dem er seit 1993 jährlich Seminare und Colloquien mit Jacques Derrida und Stanley Cavell veranstaltete, angefangen mit der programmatischen Konferenz Deconstruction Is/In America New York 1993. Aus dem Poetics Institute ist 2001 das interdisziplinäre Doctoral Certificate Program Poetics and Theory hervorgegangen.
Seit 1994 beteiligte sich Haverkamp außerdem als Gründungsprofessor am Aufbau der Europa-Universität Viadrina in Frankfurt (Oder), wo er das Heinrich-von-Kleist-Institut für Literatur und Politik einrichtete und durch DFG-Graduiertenkollegs mit dem New Yorker Poetics and Theory Program verband. Seit seiner Emeritierung an der Viadrina hat Haverkamp eine Honorarprofessur für Philosophie an der Ludwig-Maximilians-Universität München inne. Seit 1980 ist er zahlreichen Einladungen auf Gastprofessuren, Vorlesungen und Seminare in den USA und Europa gefolgt.

## Forschungsschwerpunkte
Seit 1979 war Haverkamp Mitglied der Forschungsgruppe Poetik und Hermeneutik, deren Colloquienbände XIII und XV er mitherausgab. In der Folge entwickelte er die Rezeptionsästhetik der Konstanzer Schule (Wolfgang Iser, Hans Robert Jauß, Wolfgang Preisendanz) unter dem Eindruck der Yale School of Deconstruction (Paul de Man, Jacques Derrida, Geoffrey Hartman) zu einer Latenztheorie der Literatur. Ausgangspunkt seiner Latenztheorie waren Forschungen zur Theorie der Rhetorik und Theorie der Metapher (1983), in deren Verlauf er die Metaphorologie des Philosophen Hans Blumenberg, dessen Ästhetische und metaphorologische Schriften (2001) und Theorie der Unbegrifflichkeit (2007) herausgab und umfassend kommentierte (2013).
Haverkamps Philosophie der Metapher und Theorie der Latenz stehen im Kontext weiter gefasster Arbeiten zu Ästhetik und Poetik und zum Verhältnis von Philosophie und Literatur. Als theoretisch relevanten kanonischen Fixpunkten gilt sein durchgehendes Interesse Ovid, Dante und William Shakespeare, John Keats und Friedrich Hölderlin, T. S. Eliot, James Joyce und Samuel Beckett. Wesentliche theoretische Bezugsgrößen sind die Poetik des Aristoteles, die Rhetorik Quintilians und die Ästhetik Alexander Gottlieb Baumgartens, sowie in neuerer Zeit Walter Benjamin, Jacques Derrida, Hans Blumenberg und Stanley Cavell.
Haverkamp hat seine Latenztheorie inzwischen auf die Bereiche der Historischen Epistemologie, der Kunsttheorie und der Rechtstheorie ausgedehnt und ist ständiger Beiträger und Mitarbeiter der Zeitschriften Texte zur Kunst (Berlin) und Law and Literature (London).

## Schriften (Auswahl)
Bücher
- Typik und Politik im Annolied. Zum „Konflikt der Interpretationen“ im Mittelalter (Diss. Heidelberg 1975). Metzler, Stuttgart 1979, ISBN 3-476-00420-1.
- Klopstock/Milton – Teleskopie der Moderne. Eine Transversale der europäischen Literatur (Habil. Konstanz 1982). Metzler, Stuttgart 2018,  ISBN 978-3-476-04684-0.
- Laub voll Trauer. Hölderlins späte Allegorie. Fink, München 1991, ISBN 3-7705-2675-9.
  - Leaves of Mourning. Late Hölderlin. SUNY Press, Albany NY 1996, ISBN 978-0-7914-2740-8.
  - Le pauvre Holterling. Herman, Paris 2019.
- Hamlet, Hypothek der Macht (= Copyrights. Bd. 3). Kadmos, Berlin 2001, ISBN 3-931659-30-5 (2., erweiterte Auflage. ebenda 2004, ISBN 3-931659-42-9).
- Figura cryptica. Theorie der literarischen Latenz (= Suhrkamp-Taschenbuch Wissenschaft 1574). Suhrkamp, Frankfurt am Main 2002, ISBN 3-518-29174-2.
- Latenzzeit. Wissen im Nachkrieg. Kadmos, Berlin 2004, ISBN 3-931659-61-5.
- Metapher. Die Ästhetik in der Rhetorik. Bilanz eines exemplarischen Begriffs. Fink, München 2007, ISBN 978-3-7705-3751-8.
- Diesseits der Oder. Frankfurter Vorlesungen. Kadmos, Berlin 2008, ISBN 978-3-86599-055-6.
- Begreifen im Bild. Methodische Annäherungen an die Aktualität der Kunst (= Kleine Edition. Bd. 1). August/Walter König, Berlin 2009, ISBN 978-3-941360-02-0.
- Shakespearean Genealogies of Power. A Whispering of Nothing in „Hamlet“, „Richard II“, „Julius Caesar“, „Macbeth“, „The Merchant of Venice“, and „The Winter's Tale“. Routledge, London u. a. 2011, ISBN 978-0-415-59344-1.
- Die Zweideutigkeit der Kunst. Zur historischen Epistemologie der Bilder (= Kleine Edition. Bd. 10). August/Walter König, Berlin 2012, ISBN 978-3-941360-23-5.
- Kommentar zu Hans Blumenberg, Paradigmen zu einer Metaphorologie (= Suhrkamp Studienbibliothek. Bd. 10). Suhrkamp, Frankfurt am Main 2013, ISBN 978-3-518-27010-3.
- mit Rüdiger Campe und Christoph Menke: Baumgarten-Studien. Zur Genealogie der Ästhetik. August/Walter König, Berlin 2014, ISBN 978-3-941360-38-9.
- Marginales zur Metapher. Poetik nach Aristoteles. Kadmos, Berlin 2015, ISBN 978-3-86599-255-0.
- Productive Digression. Theorizing Practice. De Gruyter, Boston 2016, ISBN 978-3110482584.
- mit Jean-Claude Monod: Philosophie de la métaphore. Herman, Paris 2017, ISBN 978-2-7056-9345-9.
- Metapher – Mythos – Halbzeug. Metaphorologie nach Blumenberg. De Gruyter, Berlin 2018, ISBN 978-3-11-048371-0.
- Latenz. Zur Genese des Ästhetischen. August/Walter König, Berlin 2019.

Herausgaben
- Theorie der Metapher (= Wege der Forschung. Bd. 389). Wissenschaftliche Buchgesellschaft, Darmstadt 1983, ISBN 3-534-07832-2 (Studienausgabe. 2., um ein Nachwort zur Neuausgabe und einen bibliographischen Nachtrag ergänzte Auflage. ebenda 1996, ISBN 3-534-13152-5).
- mit Manfred Frank: Individualität (= Poetik und Hermeneutik. Bd. 13). Fink, München 1988, ISBN 3-7705-2473-X.
- mit Renate Lachmann: Gedächtniskunst. Raum – Bild – Schrift. Studien zur Mnemotechnik. Suhrkamp, Frankfurt am Main 1991, ISBN 3-518-11653-3.
- mit Renate Lachmann: Memoria. Vergessen und Erinnern (= Poetik und Hermeneutik. Bd. 15). Fink, München 1993, ISBN 3-7705-2736-4.
- Gewalt und Gerechtigkeit. Derrida – Benjamin (= Edition Suhrkamp 1706 = NF 706). Suhrkamp, Frankfurt am Main 1994, ISBN 3-518-11706-8.
- mit Aleida Assmann: Stimme, Figur. Festschrift für Geoffrey Hartman (= Deutsche Vierteljahrsschrift. Jg. 68, Sonderheft). Metzler, Weimar/Stuttgart 1994, ISSN 0012-0936.
- Deconstruction Is/In America. A New Sense of the Political. NYU Press, New York NY 1995, ISBN 9780814773161.
- Memory Inc. Return of Repressed Architectural Memory (= ANY. Bd. 15). Anycorp, New York NY 1996.
- Die Sprache der Anderen. Übersetzungspolitik zwischen den Kulturen (= Fischer 12783). Fischer, Frankfurt am Main 1997, ISBN 3-596-12783-1.
- Die paradoxe Metapher (= Edition Suhrkamp 1940 = NF 940). Suhrkamp, Frankfurt am Main 1998, ISBN 3-518-11940-0.
- Hans Blumenberg: Ästhetische und metaphorologische Schriften (= Suhrkamp-Taschenbuch Wissenschaft 1513). Auswahl und Nachwort von Anselm Haverkamp. Suhrkamp, Frankfurt am Main 2001, ISBN 3-931659-61-5.
- mit Hermann Kinder: Form und Geschichte. Festschrift für Wolfgang Preisendanz (= Deutsche Vierteljahrsschrift. Bd. 76, Nr. 2). Metzler, Stuttgart 2002, ISSN 0012-0936.
- Walter Benjamin after the Twentieth Century. The Future of a Past (= Cardozo Law Review. Bd. 26, Nr. 3). Cardozo Law School, New York NY 2004, ISSN 0270-5192.
- mit Peter Goodrich: Symposium: Derrida/America. The Present State of America's Europe (= Cardozo Law Review. Bd. 27, Nr. 2). Cardozo Law School, New York NY 2005, ISSN 0270-5192.
- mit Vera Beyer, Jutta Voorhoeve: Das Bild ist der König. Repräsentation nach Louis Marin. Fink, München 2006, ISBN 978-3-7705-4040-2.
- Hans Blumenberg: Theorie der Unbegrifflichkeit. Aus dem Nachlass herausgegeben von Anselm Haverkamp. Suhrkamp, Frankfurt am Main 2007, ISBN 978-3-518-58480-4.
- mit Dirk Mende: Metaphorologie. Zur Praxis von Theorie. Suhrkamp, Frankfurt am Main 2009, ISBN 978-3-518-29528-1.

Anselm Haverkamp gewidmete Festschriften
- Eva Horn, Bettine Menke, Christoph Menke (Hrsg.): Literatur als Philosophie – Philosophie als Literatur. Fink, München 2006, ISBN 978-3-7705-4099-0.
- Stephanie Diekmann, Thomas Khurana (Hrsg.): Latenz. 40 Annäherungen an einen Begriff. Kadmos, Berlin 2007, ISBN 978-3-86599-039-6.
- Eva Horn, Michèle Lowrie (Hrsg.): Denkfiguren. Für Anselm Haverkamp / Figures of Thought. For Anselm Haverkamp. August/Walter König, Berlin 2013, ISBN 978-3-941360-32-7.